# Октябрьское сельское поселение (Радищевский район)
Октя́брьское се́льское поселе́ние — муниципальное образование в составе Радищевского района Ульяновской области. Административный центр — посёлок Октябрьский.

## Население
| 2010  | 2012  | 2013  | 2014  | 2015  | 2016  | 2017  |
| ----- | ----- | ----- | ----- | ----- | ----- | ----- |
| 2991  | ↘2882 | ↘2812 | ↘2766 | ↘2718 | ↘2665 | ↘2626 |
| 2018  | 2019  | 2020  | 2021  |       |       |       |
| ↘2615 | ↘2569 | ↘2542 | ↘2378 |       |       |       |

## Состав сельского поселения
В состав поселения входят 3 населённых пункта: 2 села и 1 посёлок.
| № | Населённый пункт | Тип населённого пункта          | Население |
| - | ---------------- | ------------------------------- | --------- |
| 1 | Верхняя Маза     | село                            | 993       |
| 2 | Нижняя Маза      | село                            | 318       |
| 3 | Октябрьский      | посёлок, административный центр | 1680      |